# Candidatus Hamiltonella defensa
Espèce
Candidatus Hamiltonella defensa est un endosymbiote facultatif bactérien de plusieurs espèces de pucerons aphidoidea dont A. pisum, ainsi que d´autres insectes. Il est admis qu´une bactérie Hamiltonella ancestrale a été une bactérie non symbiotique gram négatif similaire aux Enterobacteriaceae actuels tel que Escherichia coli. Candidatus Hamiltonella defensa est présente chez les pucerons dans plusieurs types cellulaires dont les cellules spécialisées contenant l´endosymbiote Buchnera aphidicola : les bactériocytes. La bactérie est également présente extracellulairement dans l'hémocœle de l´insecte. Cette symbiose n´est pas obligatoire car la bactérie n´est pas essentielle à la survie de l´insecte et des hôtes non infectés peuvent être trouvés dans la nature. Cependant, Candidatus Hamiltonella defensa protège le puceron A. pisum contre les guêpes parasitoïdes Aphidius ervi et Aphidius eadyi. Par conséquent, le parasite exerce une pression de sélection pour le maintien de la bactérie endosymbiote. La guêpe femelle dépose un œuf dans l´hemocele d´un puceron et en se développant l´œuf tue son hôte. En présence de la bactérie Candidatus Hamiltonella defensa le développement de l´œuf est bloqué au stade larvaire. Le génome de Candidatus Hamiltonella defensa bien que réduit à la suite de l´endosymbiose possède des gènes essentiels pour la production et la sécrétion de toxines. Ces toxines essentielles pour protéger l´hôte des guêpes parasites sont produites par un bactériophage lambda lyogénique appelé APSE (Aphid pisum Secondary Endosymbiont). Bien que le génome de Candidatus Hamiltonella defensa soit plus grand que celui d´autres endosymbiontes, il ne code pas les gènes nécessaires pour la synthèse d´acides aminés essentiels. Par conséquent, tout comme l´hôte Acyrtosiphon pisum, Candidatus Hamiltonella defensa dépend de l´endosymbiote obligatoire Buchnera aphidicola pour son développement.